# 陳龍海
陳龍海（1991年3月29日—），出生於安徽，中國男子排球運動員，亦為中國國家男子排球隊成員，身高2.01米，司職副攻，現時效力於上海金色年華男排。

## 运动生涯
陳龍海13岁时赴上海接受排球训练。2006年，进入上海青年队，2009年进入上海男排一队。刚刚进入一队，陈龙海就被时任上海男排主教练看中并在2009-2010赛季中国男子排球联赛中登场亮相。
联赛十冠王上海男排副攻位置人才济济，前国手崔晓栋以及杨剑彬占据主力位置，陈龙海仅仅是替补。2013-2014赛季，随着崔晓栋等老将退役，陈龙海和张奕宸成为上海男排副攻位置上的新秀。总决赛后两场，上海唐朝与北汽男排的对垒，陈龙海都以主力副攻身份出战。
2014年中国男排国家队大名单公布，陈龙海并未入选。由于耿鑫、边洪敏相继受伤，备战世锦赛的男排副攻线人员紧缺，主教练谢国臣征召陈龙海入队集训。7月17日，抱着陪练的心态，陈龙海赴秦皇岛训练基地报到。
此后，陈龙海还有幸参加了中哈男排对抗赛。由于边洪敏伤势较重离队，陈龙海幸运地入选了中国队参加2014年世锦赛的14人大名单，与梁春龙、耿鑫、徐静涛承担起副攻线任务，将随队出战在波兰举行的世锦赛和仁川亚运会。